# Domèvre-sur-Avière
Domèvre-sur-Avière è un comune francese di 450 abitanti situato nel dipartimento dei Vosgi nella regione del Grand Est.

## Società

### Evoluzione demografica
Abitanti censiti